# 相馬癸八郎
相馬 癸八郎（そうま きはちろう、1893年（明治26年）9月25日 - 1976年（昭和51年）7月23日）は、大日本帝国陸軍軍人。最終階級は陸軍中将。

## 経歴
新潟県出身。1915年（大正4年）5月、陸軍士官学校第27期卒業。1918年（大正7年）11月、陸軍砲工学校高等科第24期を優等で卒業。
1937年（昭和12年）8月、陸軍造兵廠大阪工廠弾丸製造所長に補され、同年10月より陸軍造兵廠大阪工廠信管製造所長を兼ねる。
1938年（昭和13年）3月、陸軍砲兵大佐に進み、ついで1939年（昭和14年）3月、陸軍造兵廠作業部長、1940年（昭和15年）4月、陸軍兵器本部技術課長を経て、1941年（昭和16年）3月、陸軍少将に進み、陸軍兵器本部技術部長を発令された。
翌年の1942年（昭和17年）8月、陸軍技術本部第1研究所長、同年10月、第1陸軍技術研究所長、1944年（昭和19年）3月、大阪陸軍造兵廠長を歴任し、同年6月、陸軍中将に進級した。
1947年（昭和22年）11月28日、公職追放仮指定を受けた。